# Трипалий

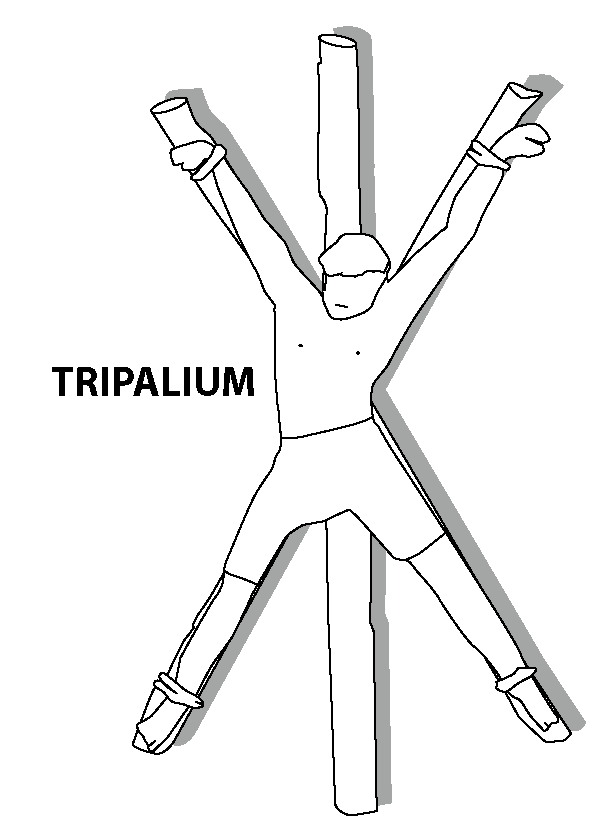
Возможный вид трипалиума

Трипалий, трепалий (лат. tripalium, trepalium, от латинских корней «tri-/tres» и «pālus» — буквально «три бревна») — орудие пыток в Древнем Риме, тип колодок, поперечина из «трех бревен», к которым привязывали для бичевания.
Считается, что от этого слова произошли слова со значением «работа» в нескольких романских языках: travail (французский), trabajo (испанский), trabalho (португальский), traballo (галисийский), treball (каталонский), trivalliu (логудорский сардинский), traballu (кампиданский сардинский); а также слова с другим значением: travaglio (итальянский), travel, travail (английский). Эта теория была оспорена.

## История
Первоначальное значение слова tripalium неясно, при его интерпретации, в основном, отталкиваются от буквального значения — «три бревна». В самых ранних упоминаниях времен Древнего Рима этим словом называют деревянное приспособление для крепления крупных животных (лошади, быка, коровы) во время осмотра или ухода. В произведении Цицерона In Verrem («Против Верреса»), в 70 г. до н. э. и 582 г. н. э., и в более раннем тексте, Соборе Осера трипалий используется в контексте запрета священнослужителям присутствовать во время пыток, он описывается как орудие с тремя бревнами, используемое только для наказания рабов, которых привязывали к нему и пытали. В исторических записях о пытках в Римской империи содержатся много известных случаев их применения, а также дискуссии об их законности, но в них редко указывается конкретное орудие пыток и совсем не упоминается посажение на кол.
Переход tripalium во французское travail произошел в XIII веке. Но travail до сих пор используется во Франции для обозначения деревянной конструкции, используемой кузнецами при уходе за лошадьми. При развитии французского языка tripalium мог развиться в варианты: «traveil», «traval», «traveaul». В средние века tripalium также обозначал сооружение из деревянного каркаса, называемое trabicula, либо отдельную балку в этом каркасе. На основе трабикул развились уникальные элементы архитектуры города Лиона — трабули, проходы между зданиями и улицами.